# Японская империя
Япо́нская импе́рия (яп. 大日本帝國 Дай Ниппон Тэйкоку), или Импера́торская Япо́ния — историческое японское государство, существовавшее в период с реставрации Мэйдзи 3 января 1868 года до окончания Второй мировой войны и принятия современной конституции Японии 3 мая 1947 года. С 29 августа 1910 года по 2 сентября 1945 года Японская империя в её международно признанных границах включала непосредственно территорию нынешней Японии, Корею, Тайвань, Южный Сахалин и Курильские острова. Также Япония имела мандатную территорию в Тихом океане и некоторые концессии в Китае. После капитуляции страны в ходе Второй мировой войны все вышеперечисленные территории были отделены от Японии, приведя тем самым страну к современному географическому положению.
После войны Босин, закончившей власть сёгуната Токугава и установившей власть императора, Япония с помощью европейских государств прошла через масштабную индустриализацию и милитаризацию, превратившую страну в современное индустриализированное национальное государство, претендовавшее на статус великой державы. Страна прошла и через изменения государственного строя — 29 ноября 1890 года была принята конституция Мэйдзи, по которой в Японии возник двухпалатный парламент, а император сохранял за собой значительные властные полномочия. После успешной милитаризации Япония стала вести экспансионистскую политику. Страна одержала победу в войне с Китаем в 1894—1895 годах, взяв под свой контроль Тайвань, и в войне с Россией в 1904—1905 годах, получив Южный Сахалин. Также Япония участвовала в подавлении Боксёрского восстания в 1899—1901 годах и аннексировала Корею в 1910 году. Во время Первой мировой войны Япония взяла под контроль германские колонии в Тихом океане, ставшие в 1919 году мандатной территорией Японии.
Экономические и политические проблемы 1920-х и 1930-х годов, включая Великую депрессию, привели к росту в правящих кругах Японии этатизма, национализма и милитаризма. Страна продолжила и усилила политику экспансионизма — в 1931—1932 годах она оккупировала Манчжурию, создав марионеточное государство Манчжоу-Го, а с июля 1937 года развязала полномасштабную войну с Китаем, где среди прочих многочисленных военных преступлений в 1937 году была устроена Нанкинская резня. Эти события привели к выходу Японии из Лиги Наций в 1933 году и созданию альянса с нацистской Германией и фашистской Италией. В 1932—1939 годах Япония также участвовала в пограничных конфликтах с СССР и Монголией, завершившихся победой последних. Сама Япония в 1930-е и 1940-е годы стала постепенно превращаться в тоталитарное государство, контролировавшееся военными — в 1938 году в стране была объявлена всеобщая мобилизация, а в 1940 году была создана Ассоциация помощи трону, ставшая единственной разрешённой политической партией в стране.
После атаки на Пёрл-Харбор 7 декабря 1941 года Япония объявила войну США и Великобритании, вступив во Вторую мировую войну. Изначально японская армия успешно оккупировала часть колониальных владений в Юго-Восточной Азии (Индонезия, Филиппины, Бирма, Французский Индокитай и другие), но после поражения в битвах за Мидуэй и за Гуадалканал Японии пришлось обороняться от атак со стороны США. В течение 1943—1945 годов Япония потеряла один за другим острова в Тихом океане, а американские войска взяли под контроль острова Иводзима и Окинава, что открывало путь к вторжению в саму Японию. Вступление СССР в войну против Японии и атомные бомбардировки Хиросимы и Нагасаки в августе 1945 года вынудили Японию подписать акт о капитуляции. Император Хирохито объявил о принятии условий Потсдамской декларации 15 августа 1945 года, а непосредственно акт о капитуляции Японии был подписан 2 сентября 1945 года.
Несмотря на военную оккупацию, конституционная политическая структура Японии, включая императора и парламент, была сохранена. 3 мая 1947 года в силу вступила современная конституция Японии, официально завершившая период Японской империи и оставившая императора без каких-либо существенных политических полномочий. Император Хирохито продолжил править вплоть до своей смерти в 1989 году, а японская династия императоров находится на престоле по сей день.

## История
В политическом смысле период существования Японской Империи можно определить с возвращения власти императору (大政奉還) 9 ноября 1867 года до капитуляции 2 сентября 1945 года. В этот период Конституция Японии декларировала возвращение власти императору как главе государства и правительства. Фактически Империя существовала в период с 1871 года (когда правительство Мэйдзи впервые обратило взоры на соседние государства) до принятия послевоенной конституции 1947 года. В истории Японской Империи можно выделить следующие периоды: эпоха Мэйдзи (1867—1912), период Тайсё (1912—1926) и первый 21 год периода Сёва (1926—1989) при императоре Хирохито.

### Реставрация Мэйдзи
С 1603 года Япония находилась под властью сёгунов из рода Токугава, проводивших политику сакоку (закрытой от иностранцев страны). Изоляция Японии была нарушена в середине XIX века с прибытием американского флота под командованием коммодора Мэтью Перри, в ультимативной форме потребовавшего открытия страны для внешней торговли. Сёгунат не был в состоянии противостоять новому врагу и был вынужден пойти на подписание с иностранцами неравноправных договоров в 1854 году.
Узнавший об этом император Комэй потребовал немедленно аннулировать договоры и изгнать иностранцев из страны. Это был первый случай за несколько веков, когда императорский двор открыто вмешивался в политику сёгуната — хотя император де-юре оставался правителем страны, де-факто его полномочия сводились к проведению буддийских и синтоистских церемоний.
Поскольку из-за неспособности изгнать «варваров» популярность сёгуна Токугавы Иэмоти резко падала, он был вынужден пойти на уступки и лично приехать в Киото для переговоров с императором. В марте 1863 года Комэй издал Указ об изгнании варваров (яп. 攘夷勅命 Дзёй тёкумэй). Хотя сёгун не собирался претворять его положения в жизнь, Указ привёл к росту ксенофобских настроений в японском обществе, которые постепенно вылились в недовольство сёгунатом. Одним из проявлений этих настроений стало движение Сонно Дзёй (яп. 尊皇攘夷 Сонно: Дзё:й, Восстановить власть императора, изгнать варваров).

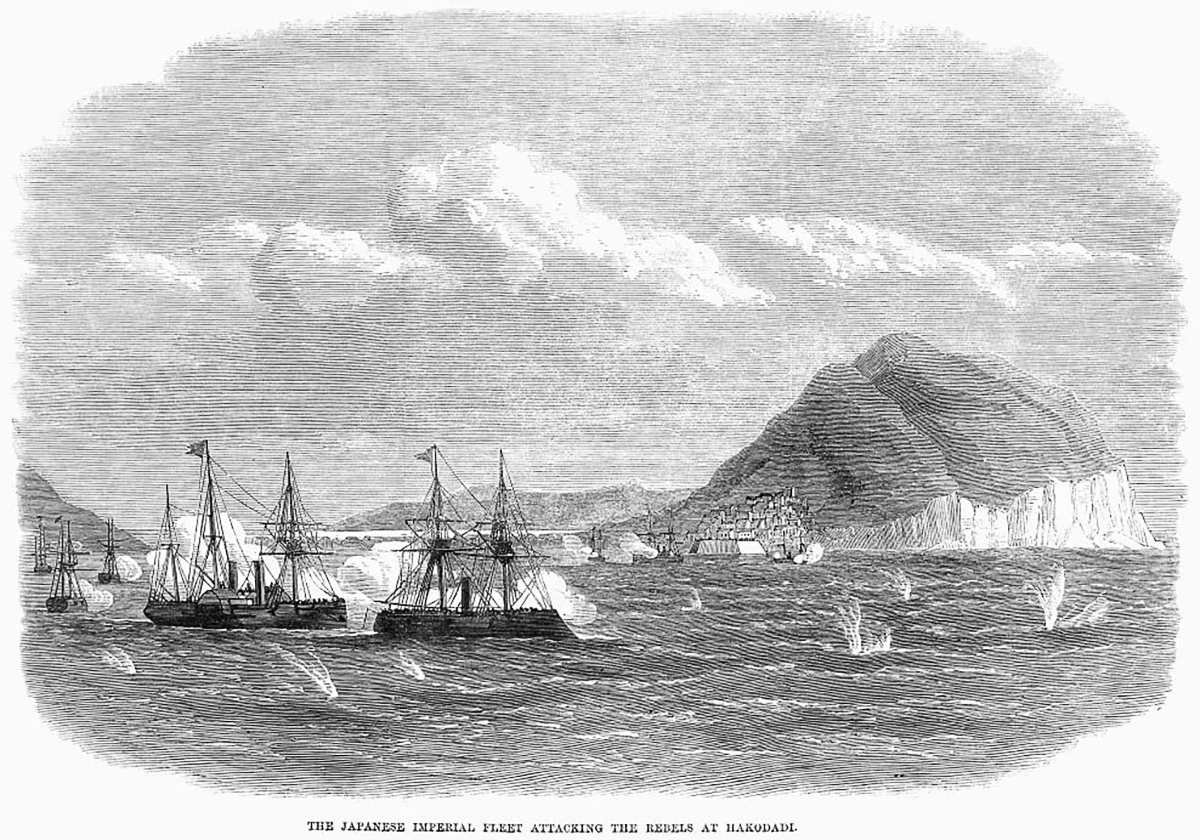
Военно-морская битва Хакодате

Миссия Ивакуры, 1872 год

В 1866 году представители двух княжеств — Сацума и Тёсю — заключили союз против сёгуната. В ноябре 1867 года, через несколько месяцев после смерти императора Комэя, сёгун Токугава Ёсинобу объявил, что возвращает всю полноту власти императору. 3 января 1868 года войска Сацумы и Тёсю захватили Киото и новый император — сын Комэя Муцухито — объявил о восстановлении власти императора. Однако уже 17 января 1868 года Ёсинобу аннулировал своё решение, что привело к войне Босин (яп. 戊辰戦争 Босин сэнсо:, буквально — Война года дракона) между сторонниками императора и сёгуна, которая продолжалась с января 1868 года по май 1869 года.
Войска Ёсинобу атаковали Киото, резиденцию императора. Несмотря на соотношение сил 3:1 и помощь французских военных советников, первая значительная битва возле Тоба и Фусими привела к поражению 15-тысячной армии сёгуна, и Ёсинобу был вынужден бежать в Эдо. Сайго Такамори повёл победоносную императорскую армию на северо-восток Японии, что привело к капитуляции Эдо в мае 1868.
После того как Ёсинобу капитулировал, большая часть Японии признала императорское правление, но ядро сторонников сёгуната, возглавляемых кланом Айдзу, продолжало сопротивление. После затяжного сражения, продолжавшегося месяц, клан Айдзу наконец признал своё поражение 23 сентября 1868, после чего масса юных самураев из отряда Белого Тигра (Бяккотай) совершила самоубийство. Через месяц Эдо был переименован в Токио и началась эпоха Мэйдзи.
В финальной стадии войны адмирал флота сёгуната, Эномото Такэаки, с остатками флота и несколькими французскими советниками бежал на остров Хоккайдо и организовал там республику Эдзо, объявив себя президентом, но в мае 1869 был разгромлен войсками императора, после чего война была закончена.
Бывший сёгун Ёсинобу не подвергся наказанию, однако полностью ушёл от участия в общественной жизни.

### Эпоха Мэйдзи

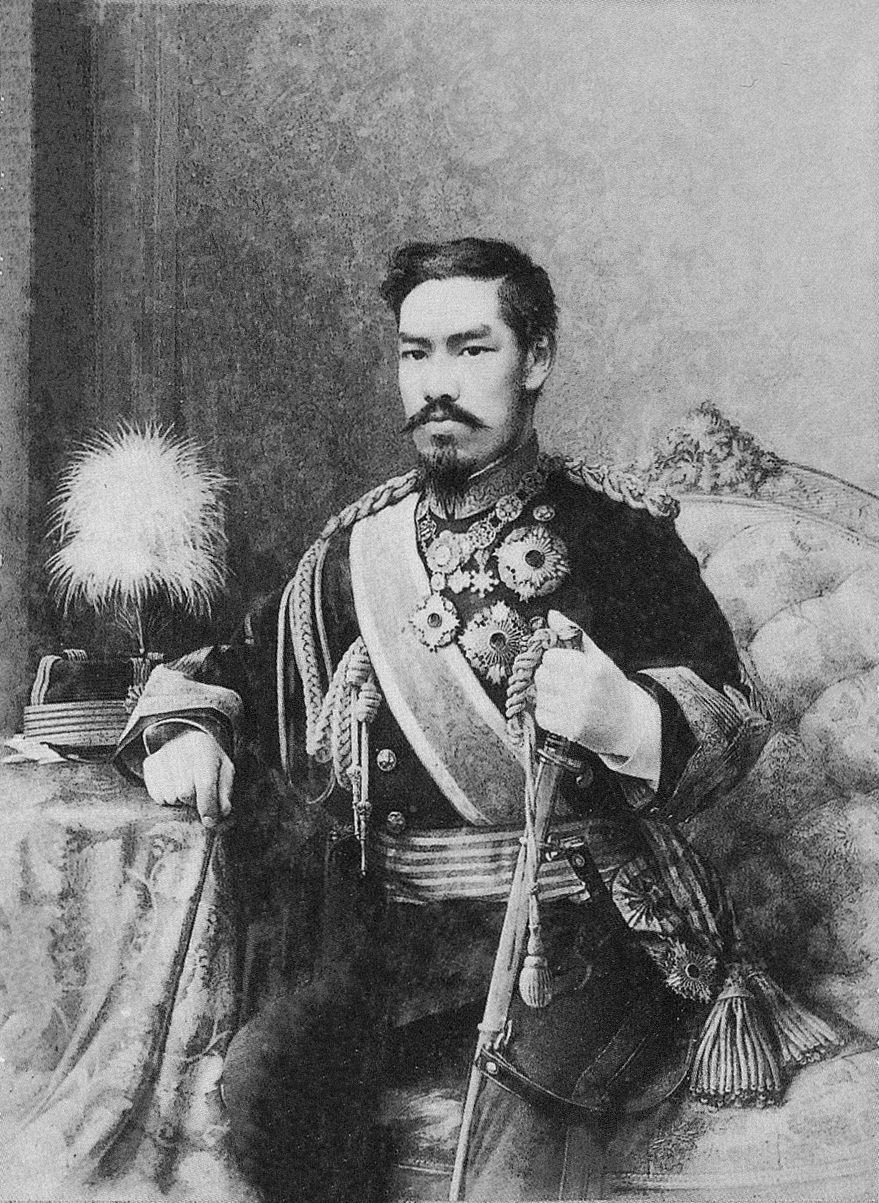
Император Мэйдзи

Эпоха Мэйдзи (яп. 明治時代 мэйдзи дзидай) — период в истории Японии с 23 октября 1868 по 30 июля 1912 года, когда императором был Муцухито. Император Муцухито (睦仁) взял имя Мэйдзи, которое означает «просвещённое правительство» (Мэй 明 = свет, знание; дзи 治 = правление). И действительно, этот период ознаменовался отказом Японии от самоизоляции и становлением её как мировой державы.

#### Упразднение системы княжеств
После падения режима Токугава появились возможности по превращению Японии из отсталой феодальной монархии в продвинутую и построенную по европейским образцам державу. Первым серьёзным ударом по феодальному строю и привилегиям самурайства было то, что правительство заставило даймё отказаться от их феодальных прав в управлении кланами. В 1869 году произошло так называемое добровольное возвращение страны и народа императору — хансэки-хокан.
Муцухито (1852—1912), первый после свержения сёгуната император Японии. В годы его «просветлённого правления» были отменены все привилегии сословия самураев.
Даймё сначала были оставлены во главе их прежних владений в качестве наследственных губернаторов (тихандзи), но после полного уничтожения деления Японии на княжества и введения префектур (кэн) в 1871 году князей вовсе отстранили от дел управления. Осуществление верховной власти в префектурах стало входить уже в компетенцию правительственных чиновников. Земельная собственность была аннулирована, её владельцами стали помещики нового типа и буржуазия.
В 1872 году было отменено сложное и строгое сословное деление, принятое в токугавской Японии. Всё население страны (не считая императорской фамилии) стало делиться на три сословия: кадзоку, образовавшееся из представителей придворной (кугэ) и военной знати; сидзоку — бывшего военно-служилого дворянства (букэ) и хэймин — простого народа (крестьян, горожан и т. д.). Все сословия были формально уравнены в правах. Крестьяне и горожане получали право иметь фамилию.
Кроме трёх основных сословий, получили права и японские парии, которые стали именоваться синхэймин, то есть новый хэймин (или буракумин — жители специальных поселений — бураку). Им также разрешалось иметь фамилию, они стали формально равноправными членами общества.

#### Модернизация Японии
После Реставрации Мэйдзи в 1868 году, новое правительство Японии взяло курс на модернизацию страны. Девизом реформ был выбран лозунг «фукоку кёхэй» («богатая страна, сильная армия»). Проводилась политика «просвещения сверху».
Для ознакомления с положением дел на Западе была создана «Миссия Ивакуры», которая, побывав в 15 странах, привезла на родину бесценную информацию о современных принципах общества.
На первом этапе модернизации ставка делалась на заимствование «материальной цивилизации» («буссицо буммэй») и «машинной цивилизации» («кикай буммэй»).
Индустриализация японской экономики требовала создания с нуля современной индустрии (кораблестроение, производство пороха, цемента, стекла, хлопка и т. д.). Задачи такого масштаба частный капитал потянуть не смог, и ими пришлось заниматься правительству. Масштабные госинвестиции 1870-х позволили Японии решить эти задачи, однако привели к росту инфляции, что заставило правительство искать пути снижения госрасходов. В начале 1880-х годов правительство решило оставить в своём управлении только стратегические отрасли (кораблестроение, производство оружия, железные дороги, телеграф и т. д.), а активы в остальных отраслях продать, как правило по низкой выкупной стоимости, связанным c правительством торговым группам Мицуи, Мицубиси, Сумитомо и Ясуда, что привело к формированию в Японии системы дзайбацу, просуществовавшей до 1945 года.
Принятые меры позволили Японии к началу 1890-х годов наладить выпуск в стране станков и электрооборудования. Было начато производство собственных локомотивов, экспорт угля и меди. Локомотивом роста лёгкой промышленности стала текстильная промышленность, в частности, производство шёлка, экспорт которого в Европу позволил выправить платёжный баланс и обеспечить занятость внутри страны.
Для модернизации Японии государственной казне были необходимы значительные средства. Для начала правительство приступило к унификации денежных знаков, и уже в 1871 году была введена единая для всей страны денежная система, основанная на десятичной системе исчисления. Для покрытия наиболее неотложных расходов правительство в первые годы своего правления (1868—1869) прибегало к принудительным займам (гоёкин) у купечества и зажиточных слоёв горожан. Однако общая сумма этих займов была незначительна. Не брать денег за границей было принципиальным курсом правительства. За весь период модернизации Япония только дважды прибегала к помощи иностранных займов. Таким образом, обязанность финансового обеспечения проводимых реформ была возложена на крестьянство. Так, была проведена аграрная реформа (1872—1873), унифицировался поземельный налог.
Формула «богатая страна, сильная армия» определила содержание военной реформы, ликвидировавшей старый принцип отстранения низших сословий от военной службы. В 1873 году была создана национальная призывная армия, заменившая войска самураев. Даймё и самураи в качестве компенсации получили пенсии от правительства, которые в 1876 году были заменены на однократную выплату.
Обнищание класса самураев привело к росту в их среде антиправительственных настроений, кульминацией которых было Сацумское восстание в 1877 году. Одним из требований выступавших был переход к политике военной экспансии в Корее и Китае, что могло бы обеспечить занятость самураев в военных действиях за рубежом. Восстание было подавлено, а путь внешней экспансии был отвергнут правительством как преждевременный. Однако созданная и обученная по западным образцам армия и флот набрали силу и позволили Японии задуматься о внешней экспансии, в первую очередь в Корею и Китай.

#### Присоединение Рюкю
Государство Рюкю не было полностью независимым: платило дань Китаю, а с 1609 года также признавало сюзеренство даймё хана Сацумы. 25 января 1879 года первый секретарь министерства внутренних дел Японии Мацуда Митиюки приехал в столицу Рюкю Наху и выдвинул королю Сётаю ультиматум, требующий немедленного присоединения Рюкю к Японской империи. После переговоров в июне 1879 года Сётай приехал в Иокогаму, и государство Рюкю было официально аннексировано Японией. Протесты Китая, считавшего Рюкю своим вассалом, были проигнорированы. Княжество было преобразовано в префектуру Окинава, а в отношении населения островов Рюкю начала проводиться политика ассимиляции.

#### Конституция Мэйдзи

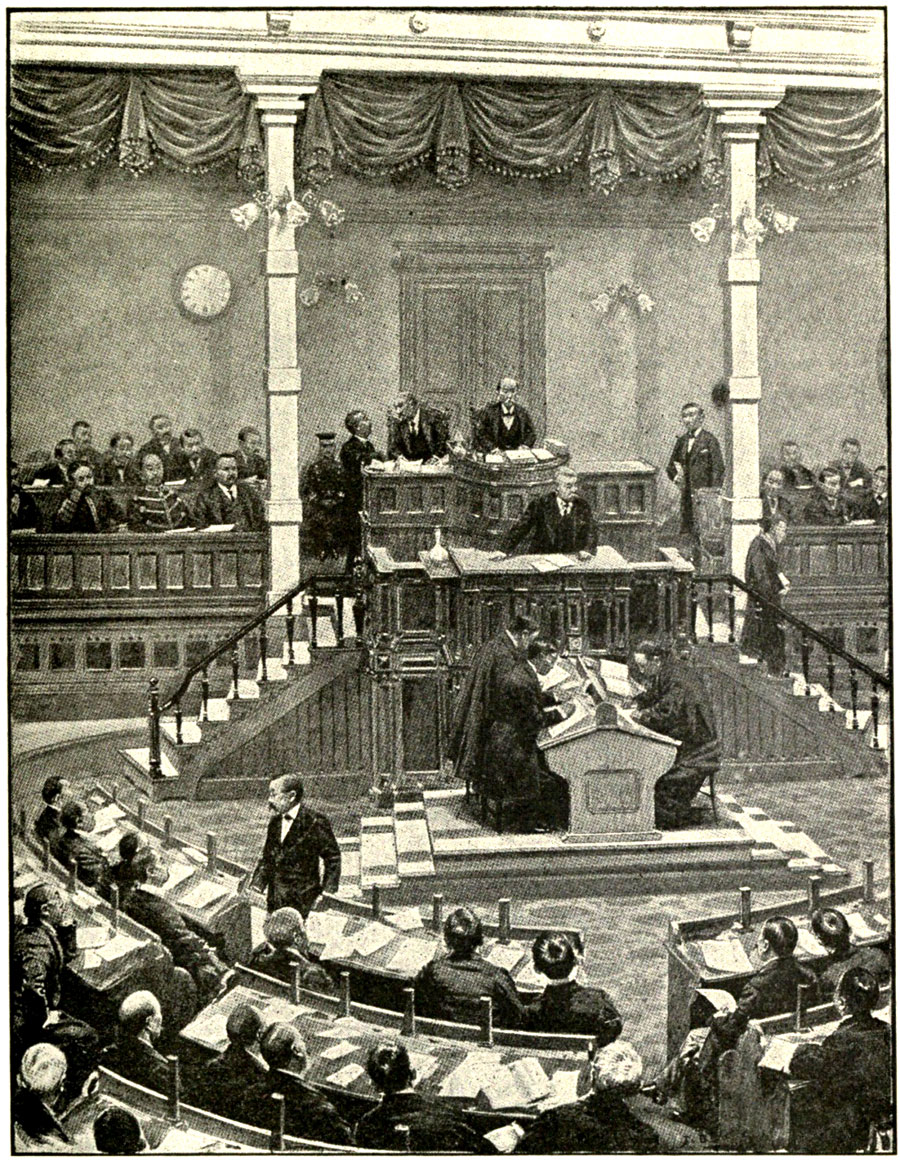
Парламент Японии, 1915

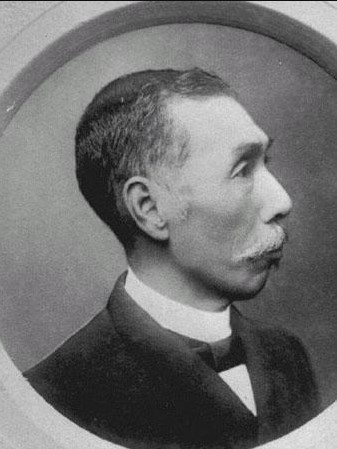
Ямагата Аритомо

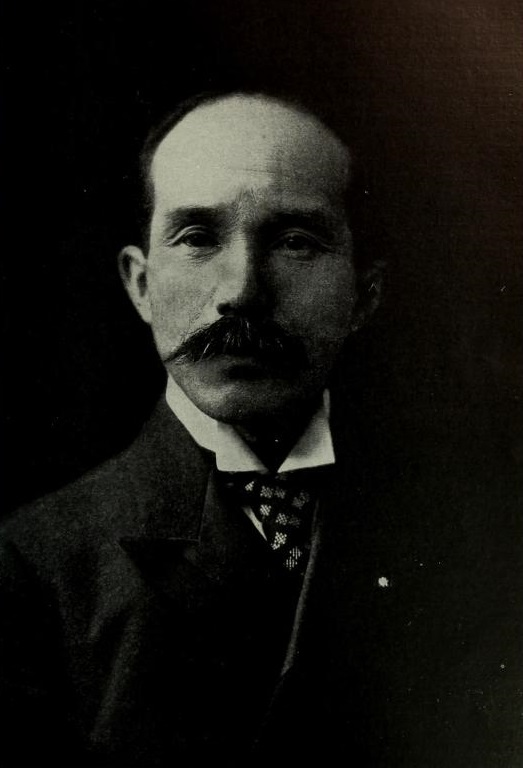
Кэнтаро Канэко

Проект Конституции Мэйдзи составлялся Ито Хиробуми (руководитель проекта), Иноуэ Каору, Ито Миёдзи, Канэко Кэнтаро, Карлом Фридрихом Германом Рейслером и Исааком Альбертом Моссе с 1883 по 1888 годы. В 1890 году Конституция вступила в силу. Согласно Конституции, Япония получала официальное название — «Великая Японская Империя»; в стране устанавливалась конституционная монархия прусского образца. Роль ряда важных институтов — таких, как гэнро и Тайный Совет — не была чётко прописана в Конституции. В целом Конституция была написана таким образом, что её отдельные положения могли быть проинтерпретированы по-разному: как в сторону либерализма, так и в сторону большего авторитаризма.

#### Японо-китайская война
В апреле 1885 года Япония и Цинская империя подписали в Тяньцзине договор, в соответствии с которым Корея фактически перешла под совместный китайско-японский протекторат. В 1893-94 годах в Корее началось восстание ''тонхаков''. Корейское правительство, будучи неспособным справиться с восстанием собственными силами, обратилось за помощью к Китаю. 8 июня 1894 года полторы тысячи китайских солдат высадились в районе Асана. Япония обвинила китайские власти в нарушении Тяньцзиньского договора и направила в Корею 4,5 тысячи солдат, а затем предложила Китаю совместно провести в Корее реформы. Китай, считая себя государством-сюзереном Кореи, отказался от этого предложения. Тогда японский отряд захватил дворец и объявил о создании нового прояпонского правительства.
25 июля японские военные суда без объявления войны напали в районе Асана на китайский транспорт с 1,3 тысячами солдат на борту. Официально правительство Японии объявило войну Китаю лишь 1 августа. 15 сентября произошло решающее для корейского театра военных действий сражение под стенами Пхеньяна, в котором китайские войска были наголову разбиты. 17 сентября в ходе пятичасового Сражения в устье реки Ялу китайский Бэйянский флот под командованием адмирала Дин Жучана проиграл бой японскому Объединённому флоту вице-адмирала Ито Сукэюки. В конце октября японская 1-я армия под командованием Ямагаты Аритомо форсировала реку Ялу и перенесла боевые действия на территорию Китая, а 2-я армия под командованием Ояма Ивао высадилась на Ляодунском полуострове. Китайское правительство стало готовить мирные переговоры с Японией, и в январе 1895 года для этого была послана официальная делегация в Хиросиму, но японское правительство, рассчитывая на гораздо большие военные трофеи, сорвало эти переговоры в одностороннем порядке.
В конце января половина 2-й армии с полуострова Ляодун была морем переброшена под Вэйхайвэй, и 16 февраля взяла его, захватив остатки Бэйянского флота. В конце февраля началось наступление в Маньчжурии. 30 марта было объявлено 20-дневное перемирие в Маньчжурии и Северном Китае. В японском городе Симоносеки начались переговоры.

#### Симоносекский мирный договор
Мирные переговоры начались в марте 1895 года в японском городе Симоносеки; одновременно японские войска высадились на архипелаге Пэнху, являвшемся ключом к Тайваню. Умышленно затягивая переговоры, премьер-министр граф Ито Хиробуми выдвинул невероятные и оскорбительные требования — выплата 750 миллионов лянов серебра контрибуции и передача японским войскам Тяньцзиня, Дагу и Шаньхайгуаня. Когда же Ли Хунчжан отклонил эти требования — на него было организовано покушение, раненый посол на десять дней выбыл из переговорного процесса, а Япония успела за это время захватить архипелаг Пэнху. Японская сторона и лично император Мэйдзи принесли Ли Хунчжану свои извинения. 17 апреля был подписан Симоносекский договор.
Условия, навязанные Японией Китаю, привели к так называемой «тройной интервенции» России, Германии и Франции — держав, которые к этому времени уже поддерживали обширные контакты с Китаем и поэтому восприняли подписанный договор как наносящий ущерб их интересам. 23 апреля 1895 года Россия, Германия и Франция обратились к японскому правительству с требованием отказа от аннексии Ляодунского полуострова, которая могла бы привести к установлению японского контроля над Порт-Артуром, в то время как Николай II, поддерживаемый западными союзниками, имел собственные виды на Порт-Артур как незамерзающий порт для России. Япония, обескровленная войной, была вынуждена уступить в ноябре 1895 года, получив взамен с Китая дополнительную контрибуцию в 30 миллионов лянов серебра. Тем не менее эта вынужденная уступка была воспринята в Японии как унижение.

#### Русско-японская война

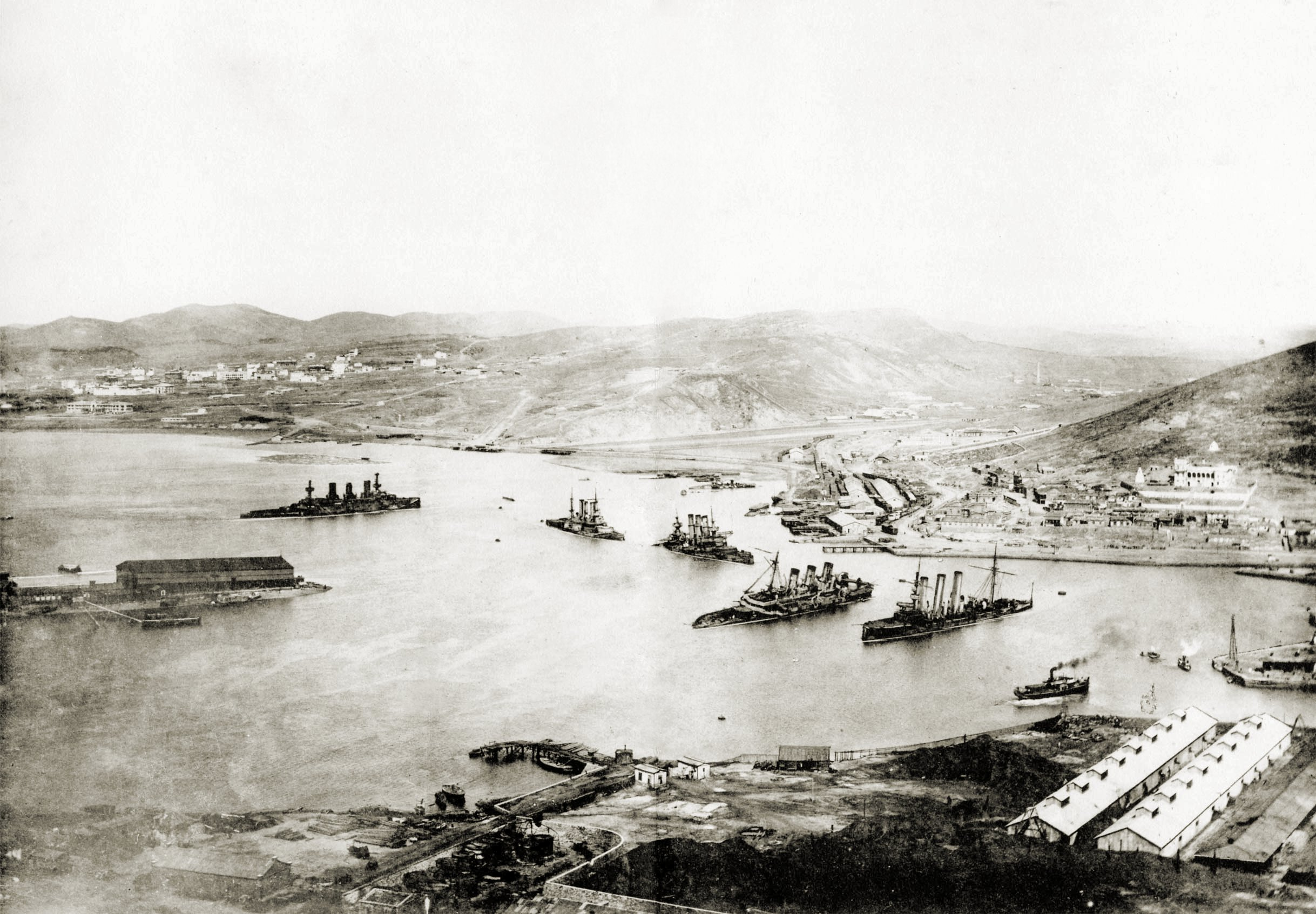
Оборона Порт-Артура

30 января 1902 года Япония подписала договор с Великобританией, признававший японские интересы в Китае. В июне 1903 года Япония попыталась урегулировать отношения с Россией, предложив взаимное признание целостности Китая и Кореи с одновременным признанием железнодорожных прав России в Маньчжурии и японских экономических и политических интересов в Корее. Однако Россия в октябре 1903 года ответила такими контрпредложениями, которые фактически полностью игнорировали англо-японский союз. Японское правительство не могло принять требования России, и в январе 1904 года ответило отказом в резкой форме.
5 февраля 1904 года Япония разорвала дипломатические отношения с Россией. Без предупреждения в ночь с 8 на 9 февраля японский флот атаковал русскую эскадру в Порт-Артуре, и лишь на следующие сутки Япония официально объявила войну России.

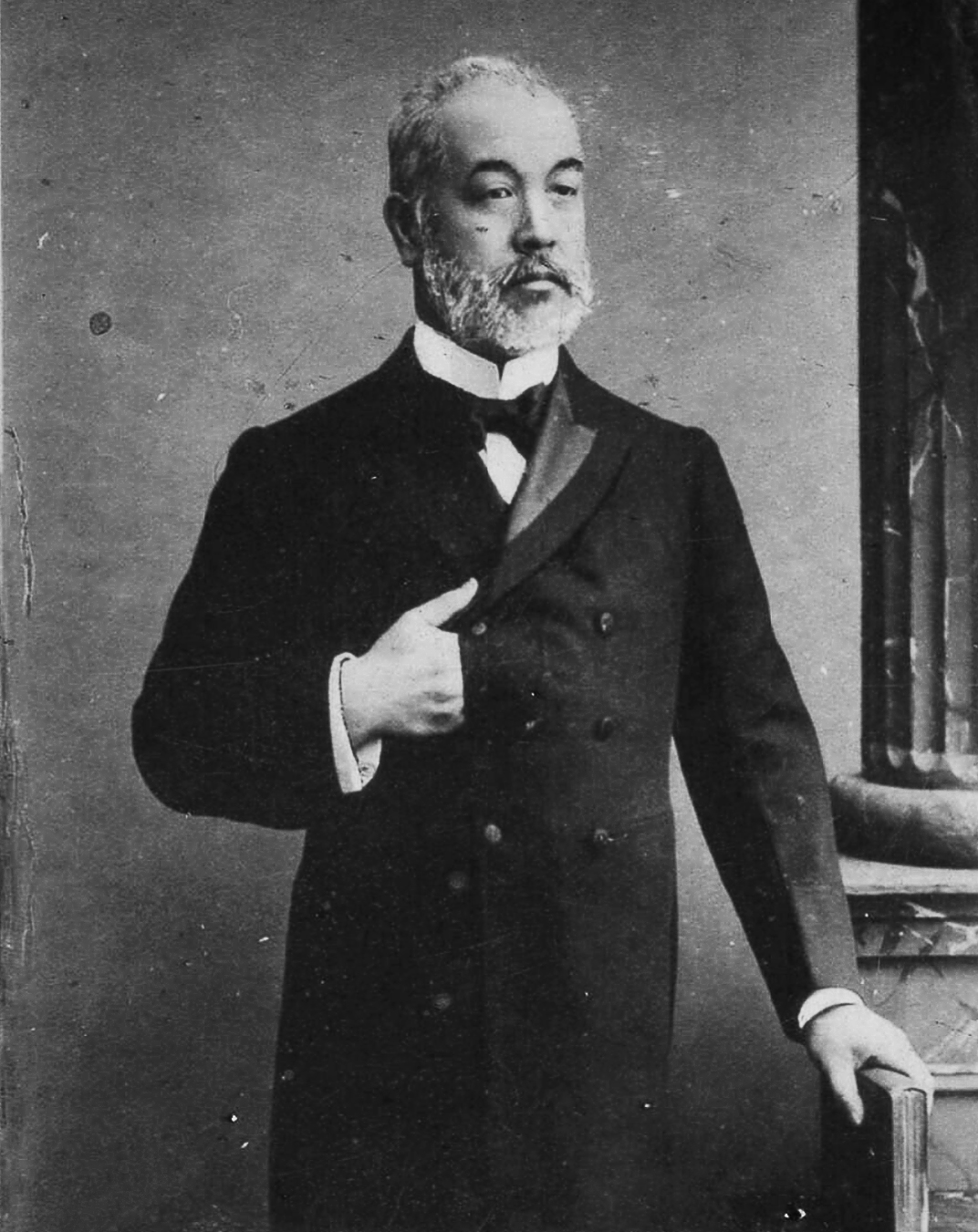
Хаяси Тадасу

На начальном этапе войны для японской стороны важнейшей задачей было установить контроль над Корейским проливом, чтобы перебросить свои войска на материк и обеспечить их всем необходимым для ведения боевых действий. Эту задачу ей удалось выполнить 13 апреля, когда было нанесено поражение российскому флоту на подходе к Порт-Артуру, после чего русская эскадра оказалась запертой в Порт-Артуре. Это позволило Японии перебросить свои войска в Корею, захватить Сеул и выйти к реке Ялу. 29 апреля — 1 мая японцы нанесли первое поражение русской армии (Тюренченский бой). Затем 1-я японская армия, перейдя реку Ялу, быстро двинулась на юг Маньчжурии. В это же время 2-я армия была высажена на Ляодунский полуостров. Несколькими днями позже 3-я армия окружила Порт-Артур и начала его осаду. Попытка эскадры, запертой в Порт-Артуре, 10 августа прорвать блокаду была неудачной. 29 августа — 3 сентября 1904 года русским войскам было нанесено поражение при Ляояне, после чего они отступили к Мукдену. 2 января 1905 года пал Порт-Артур, а позднее, 10 марта 1905 года, русская армия потерпела поражение в решающем сражении под Мукденом. Разгром эскадры адмирала Рожественского японским флотом под командованием адмирала Того в Цусимском проливе 27 мая 1905 года довершил военную катастрофу России.
Ведение войны с Россией, несмотря на то, что основные ресурсы последней были сосредоточены в европейской части страны, было для Японии серьёзнейшим испытанием. Хотя разгром русского флота и снял угрозу непосредственно территории Японии, тем не менее силы её были истощены. Государственный долг по сравнению с довоенным вырос в 4 раза, резко ухудшилось положение масс, выросла безработица, уменьшилось производство основных сельскохозяйственных культур. Это обусловило стремление Японии выйти из войны.

Карты Русско-японской войны
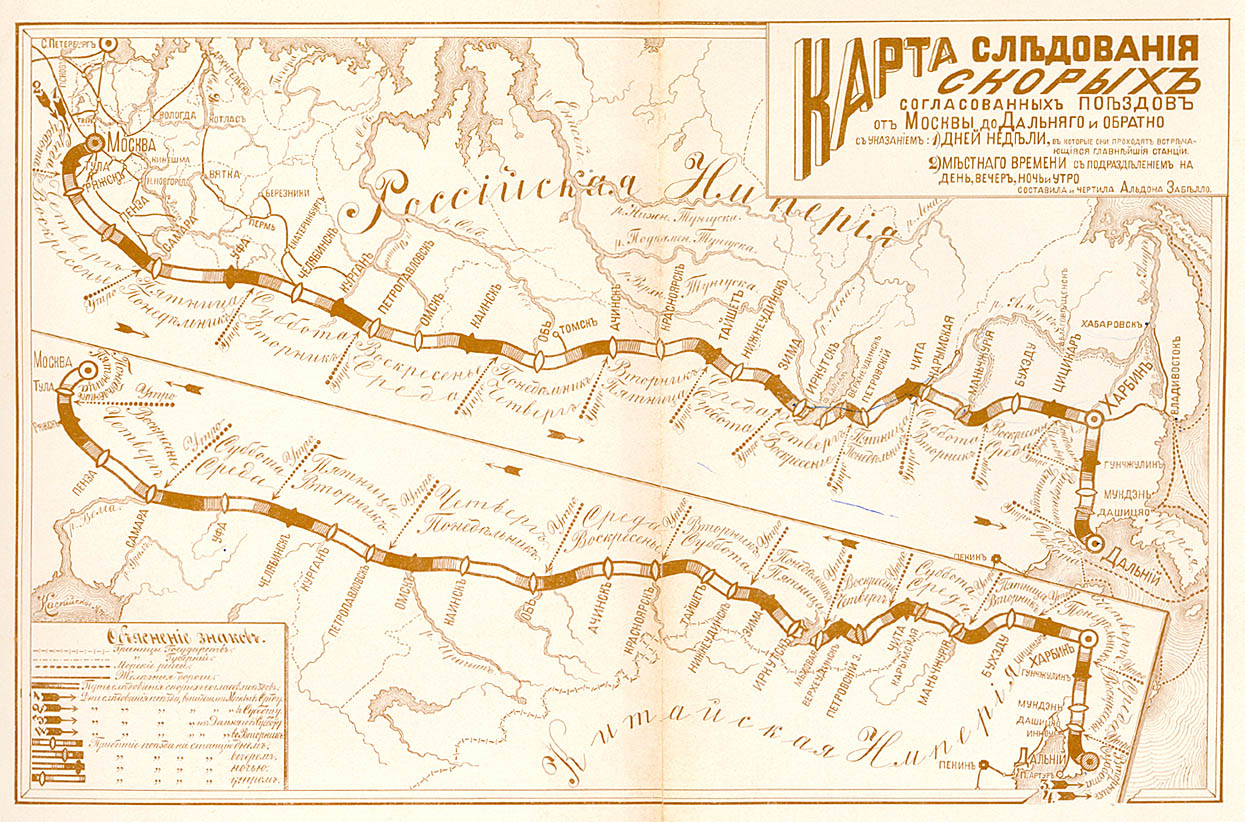

#### Портсмутский мир
В начале марта 1905 года Япония обратилась к США за посредничеством в заключении мирного договора. Мирные переговоры начались 9 августа в Портсмуте. Россия также стремилась выйти из войны в связи с начавшейся революцией. Чтобы заручиться поддержкой США и Великобритании в установлении протектората над Кореей, Япония заключила секретное соглашение с США, в котором она заявляла, что не имеет претензий в отношении Филиппин. 12 августа 1905 года с Великобританией был заключён новый союзный договор, действие которого распространялось на Восточную Азию и Индию. Данный договор обязывал стороны оказывать друг другу военную помощь в случае войны, а также санкционировал протекторат Японии над Кореей. На переговорах с Россией Япония выдвинула жёсткие требования; русская делегация во главе с графом Витте отклонила часть японских претензий. Хоть это и не отвечало намерениям Японии, но в связи с невозможностью продолжать войну от части требований пришлось отказаться.
5 сентября 1905 года был подписан мирный договор. Россия передавала Японии южную часть Сахалина, после чего на его территории Японией было создано Управление гражданской администрации Карафуто. Также Россия признавала Корею сферой японского влияния, уступала Японии арендные права на Ляодунский полуостров с Порт-Артуром и Дальним, часть ЮМЖД от Порт-Артура до Куаньчэнцзы и соглашалась на заключение конвенции по рыбной ловле вдоль русских берегов Японского, Охотского и Берингова морей.
В Японии, где готовность народа терпеть экономические трудности поддерживалась шовинистической пропагандой и обещаниями значительных территориальных приобретений, условия мирного договора были расценены как недостаточные и вызвали волнения, для подавления которых правительство ввело в Токио и его окрестностях военное положение и использовало силу. Однако в политических кругах Портсмутский договор был расценён как несомненный успех.

#### Присоединение Кореи
В декабре 1905 года, после подписания с Кореей Договора о протекторате, правительством Японской империи была введена в Корее должность генерального резидента. На эту должность был назначен Ито Хиробуми. Генеральный резидент стал управлять внешней политикой этой страны, имел право приказывать командующему японскими войсками в Корее. Корейское правительство и местные власти также находились в его подчинении.
В 1907 году император Коджон послал трёх человек на Гаагскую конференцию о мире, чтобы попытаться представить Договор о протекторате как несправедливый и аннулировать его. Однако страны-участницы конференции отказались предоставить корейцам право голоса. Узнавший об этом инциденте Ито потребовал от Коджона объяснений. Слабовольный император сказал, что никого не посылал. Ито информировал об этом конференцию. Вскоре после этого инцидента Ито и лидер прояпонской фракции в Корее Ли Ванён вынудили Коджона отречься от престола в пользу своего сына Сунджона, а после этого подписали Новый японо-корейский договор о сотрудничестве, после которого генерал-резидент стал де-факто правителем страны.
С точки зрения Ито, формальная аннексия Кореи была бы неразумной. Однако его сравнительно мягкая позиция не находила поддержки в японских правящих кругах, поэтому 14 июня 1909 года он ушёл в отставку с поста генерал-резидента. 30 мая 1910 год генерал-резидентом Кореи стал Тэраути Масатакэ.
26 октября 1909 года во время встречи в Харбине с российским министром финансов В. Н. Коковцовым Ито Хиробуми был убит. Убийство Ито усилило позиции «радикалов» и послужило предлогом для окончательной аннексии Кореи Японией. 22 августа 1910 года генерал-резидент Кореи Тэраути Масатакэ подписал Договор о присоединении Кореи к Японии. Со стороны Кореи подпись поставил премьер-министр Кореи Ли Ванён (кор. 이완용), представитель императора Сунджона. После этого Корея окончательно утратила свой суверенитет; её правителем стал император Японии.

### Период Тайсё

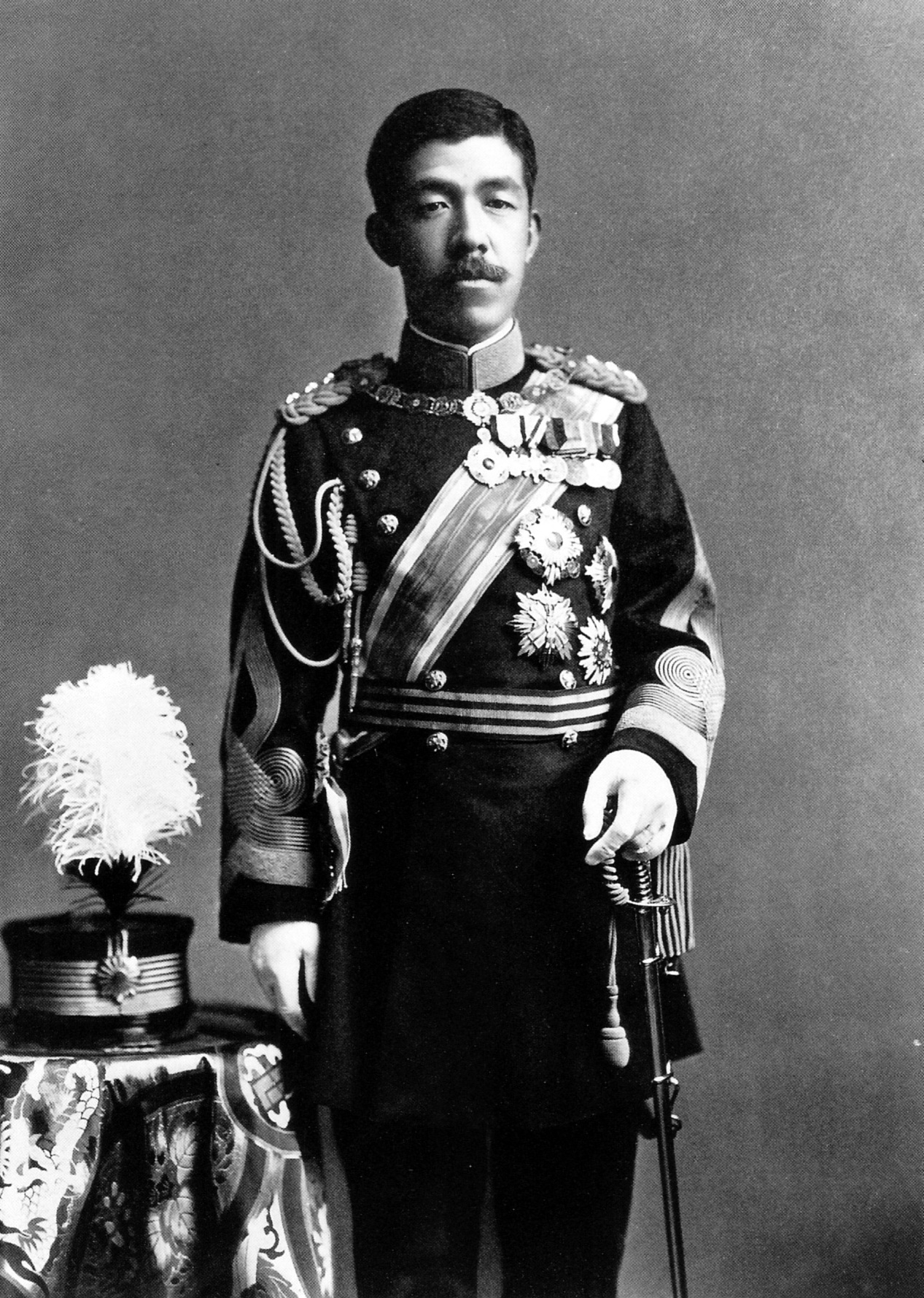
Император Тайсё

Период Тайсё (яп. 大正時代 Тайсё: дзидай) начался 30 июля 1912 года и закончился 25 декабря 1926 года с восшествием на трон сына Тайсё — императора Сёвы. Этот период характеризуется упадком власти гэнро (к концу периода в живых остался только один из них — Сайондзи Киммоти) и ростом влияния парламента Японии. Кроме того, этот период отмечен движением «Демократия Тайсё», а также значительной либерализацией политики Японской империи в отношении своих колоний.

#### Наследие Мэйдзи
Император Мэйдзи скончался 30 июля 1912 года, и его сын Тайсё был коронован новым императором Японии.
Начало периода Тайсё во многом напоминало сочетание патриотизма и ксенофилии, характерное для периода Мэйдзи. Так, японский художник Кобаяси Киётика писал картины как в западном стиле, так в традиционном японском стиле укиё-э. Публицисты Мори Огай и Нацумэ Сосэки, получившие образование на Западе, писали статьи о модернизации общественной жизни.
В период Тайсё берёт своё начало история японского социалистического движения. В 1906 году была создана Социалистическая партия Японии (яп. 日本社会党 Нихон Сякайто:), которая, впрочем, не пользовалась особой популярностью. Правительство попыталось помешать социалистам, и уже через год после создания Социалистическая партия была распущена.
В 1912—1913 годах в Японской империи произошёл политический кризис, вызванный противостоянием «либеральной» и «милитаристской» группировок в правительстве. Когда неформальный лидер «либералов» Сайондзи Киммоти попытался урезать военный бюджет, министр армии Ямагата Аритомо — лидер «милитаристов» — ушёл в отставку, после чего весь кабинет министров, лишённый возможности нормально функционировать, был вынужден подать в отставку. И Сайондзи, и Ямагата отказались возобновить работу. В результате премьер-министром стал Кацура Таро, занявший эту должность в третий раз.

#### Япония в Первой мировой войне
Японская империя вступила в Первую мировую войну на стороне Антанты. 23 августа 1914 года она объявила войну Германии. Поскольку Германия не могла организовать серьёзного сопротивления в Восточной Азии, Япония быстро оккупировала немецкие азиатские колонии. Для Японской империи крупнейшим сражением Первой мировой войны стала осада Циндао. В 1919 году Японская империя, наряду с США, Великобританией, Францией и Италией, стала одной из пяти великих держав, принимавших участие в Версальской мирной конференции. По итогам Первой мировой войны Японская империя получила немецкие территории в Шаньдуне, а также часть бывших немецких колоний в Тихом океане, составившую Южный Тихоокеанский мандат. Кроме того, Японская империя стала одной из стран-основателей Лиги Наций.

#### Требования Китаю
В январе 1915 года премьер-министр Японской империи Окума Сигэнобу выдвинул в отношении Китая двадцать одно требование (яп. 対華二十一ヶ条要求; кит. 二十一条). Япония требовала от Китая согласия на будущую де-факто аннексию германских владений в Шаньдуне, продления срока аренды Рёдзюна, Южно-Маньчжурской дороги и Дайрэна на срок до 99 лет, совместного владения крупнейшим металлургическим комбинатом в Центральном Китае, запрета на продажу Китаем прибрежных районов кому-либо, кроме Японской империи и приглашения японских советников в Китай. Эти требования привели к росту антияпонских настроений в Китае, и под международным давлением Япония отозвала часть из них.

#### Интервенция в Сибирь и на Дальний Восток
В конце 1917 года страны Антанты отвергли предложение Японской империи самостоятельно начать интервенцию в Сибирь и Дальний Восток. Вместо этого по настоянию США было принято решение о вторжении соединёнными силами.
12 января 1918 года к Владивостоку подошёл японский броненосец «Ивами», а 14 января — в бухте Золотой Рог появились японский крейсер «Асахи» и английский крейсер «Суффолк».
Утром 6 апреля на территорию Владивостока высадился японский военный десант.

#### Японская империя после Первой мировой войны: «Демократия Тайсё»
После того, как премьер-министром Японии стал Като Таакаки, в империи был принят закон, согласно которому все подданные мужского пола старше 25 лет могли голосовать, если они жили не менее года в своём избирательном округе и не были бездомными. Таким образом, число избирателей увеличилось с 3,3 до 12,5 миллионов человек.

#### Смена политики Японской империи в отношении колоний
В 1920-е годы Токио сменило политику в отношении своих колоний — Кореи и Тайваня — в сторону большего либерализма. На Тайване эта политика получила название «политика интеграции», а в Корее — «политики культурного управления».
Если раньше главной целью Японской империи было простое удержание колоний под своей властью, то теперь колониальная администрация делала упор на развитие инфраструктуры и повышения уровня образования корейцев и тайваньцев. К примеру, в Корее в рамках этой политики был создан Императорский университет Кэйдзё и открыты газеты «Чосон ильбо» и «Тона ильбо», ставшие впоследствии крупнейшими газетами современной Кореи. На Тайване была построена сеть железных дорог, главная ветка соединяла Такао (ныне Гаосюн) и Кирон (ныне Цзилун). В Корее реформы обычно связывают с именем Сайто Макото, а на Тайване — с Дэном Кэндзиро.

#### Послевоенная внешняя политика Японской империи
В 1921—22 годах Японская империя приняла участие в Вашингтонской конференции и подписала ряд соглашений, устанавливавший новый порядок взаимоотношений в Тихоокеанском регионе.

### Период Сёва

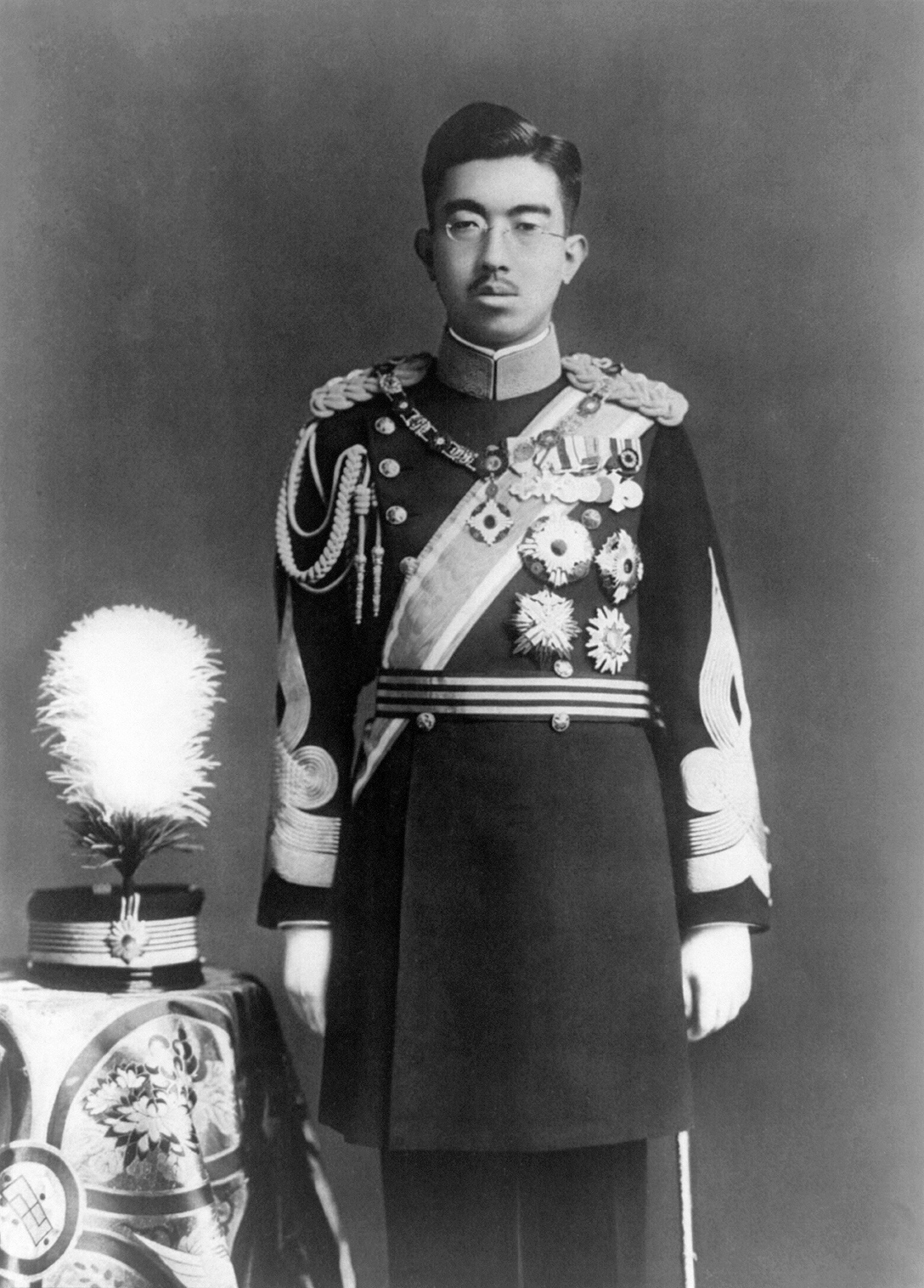
Император Сёва

25 декабря 1926 года, после смерти отца императора Ёсихито, трон унаследовал Хирохито. Он дал периоду своего правления девиз «Сёва» (Сё: ва Дзидай, яп. 昭和時代, «эпоха Просвещённого мира»). Хирохито был первым за несколько столетий японским императором, чья биологическая мать была официальной женой его предшественника на престоле.
Первая часть правления Хирохито как императора (с 1926 года по 1945 год) прошла под знаком всё увеличивающейся военной мощи страны. С 1900 года японские Императорские Армия и Военно-морской флот обладали правом вето при формировании кабинета министров. С 1921 года по 1944 год произошло не менее 64 инцидентов во внутренней и внешней политике, когда правые политические силы применяли насилие для достижения своих целей. Наиболее значительным из них стало убийство премьер-министра Японии Инукаи Цуёси в 1932 году. С этого времени военные обладали практически полным контролем над всей политической жизнью Японии, что привело Японию к вступлению сначала во Вторую японо-китайскую войну (1937—1945), а затем и во Вторую мировую войну.
Японская империя была членом Пакта трёх держав, подписанного также нацистской Германией и фашистской Италией, и воевала во Второй мировой войне на стороне стран «оси».

#### Маньчжурский инцидент
18 сентября группа японских офицеров подорвали часть полотна Южно-Маньчжурской железной дороги, арендованной Японской империей у Китайской республики, возложив вину на китайцев, а затем начали обстреливать китайские позиции. Командование Императорской армией приняло решение свести последствия инцидента к минимуму. Однако командование Квантунской армии приняло решение о вторжении на территорию Китая. 19 сентября в бой вступила Корейская армия Японии. К 25 сентября войска Японии оккупировали значительную часть Маньчжурии. К началу 1932 года вся территория Маньчжурии оказалась занятой японскими войсками, а 9 марта 1932 года Маньчжурия провозгласила независимость от Китайской Республики. На территории Маньчжурии было создано государство Маньчжоу-го. Его правителем стал Пу И, последний император империи Цин.

#### Путч молодых офицеров
Путч молодых офицеров, или Инцидент 26 февраля, или мятеж 26 февраля (яп. 二·二六事件 Ни-нироку дзикэн) — мятеж националистически настроенных офицеров японской армии, произошедший 26—29 февраля 1936 года. Идеологом путча был Икки Кита, программная работа которого, под названием «План реконструкции Японии», подвигнула офицеров на мятеж.
Мятеж организовали молодые офицеры-националисты, которые были убеждены в том, что побороть в стране политическую коррупцию и крайнюю бедность в сельской местности можно лишь путём устранения нескольких высших политиков. Они выступили под лозунгами Реставрации Сёва (яп. 昭和維新, по аналогии с Реставрацией Мэйдзи) и девизом «уважай Императора, свергни зло» (яп. 尊皇討姦).
Путч начался рано утром 26 февраля 1936 года. На стороне мятежников выступили от 1483 до 1500 солдат японской армии. В основном это были 1-й, 3-й пехотные полки и 7-й артиллерийский полк Первой дивизии Императорской армии Японии и 3-й пехотный полк Императорской гвардии.
Мятежникам удалось захватить центр Токио, включая здания Парламента, Министерства внутренних дел и Министерства обороны, и убить нескольких влиятельных политических лидеров. Они также попытались захватить резиденцию премьер-министра и императорский дворец, но столкнулись с сопротивлением Императорской гвардии.
Несмотря на их заявления о полной поддержке императорской власти, император Сёва резко осудил их действия, признав их незаконными. Деморализованные мятежники сдались правительственным войскам 29 февраля 1936 года. 19 руководителей путча были казнены.

#### Вторая японо-китайская война
Вторая японо-китайская война началась в 1937 году. Война шла достаточно успешно для Японии: к концу 1937 года под её контролем находилась значительная часть Китая, включая его столицу — Нанкин. При её взятии японские войска убили несколько сотен тысяч мирных жителей, это преступление оказало влияние на рост антияпонских настроений в западном мире.
В самой Японии (как в метрополии, так и в колониях), власть де-факто перешла к армии, которая стала проводить курс на подавление инакомыслия и превращение империи в тоталитарное государство.

#### Сближение с нацистской Германией
В руководстве Японской империи не было единой позиции по вопросу политики в отношении нацистской Германии. Ряд политиков резко выступали против союза с нацистами. Тем не менее, под влиянием военных, доминировавших в правительстве, страна начала проводить прогерманский курс. Так, в 1936 году Японская империя заключила Антикоминтерновский пакт с Германией и Италией, а в 1940 году — подписала союзное соглашение. Сайондзи Киммоти, последний из гэнро, расценил подписание последнего как катастрофу и предвестие конца Японской империи.

#### Тихоокеанская война
7 декабря 1941 года Японская империя напала на США, осуществив атаку на Пёрл-Харбор. Так началась Тихоокеанская война. Первоначальная стратегическая инициатива находилась в руках Японии, однако после поражений в битве у атолла Мидуэй и сражении за остров Гуадалканал она перешла к Америке. В 1944 году США захватили большую часть островов в Тихом океане, находившихся в подмандатном управлении Японии, и приступили к бомбардировкам японской метрополии.

#### Атомные бомбардировки Хиросимы и Нагасаки
Утром 6 августа 1945 года американский бомбардировщик B-29 «Enola Gay» (командир экипажа — полковник Пол Тиббетс) сбросил на японский город Хиросима атомную бомбу «Little Boy» («Малыш»). Три дня спустя атомная бомба «Fat Man» («Толстяк») была сброшена на город Нагасаки пилотом Чарльзом Суини.
Оценки человеческих потерь от атак затруднены тремя факторами: низкой достоверностью записей, сделанных в это тяжёлое для Японии время, большим количеством жертв, умерших месяцами или годами позднее бомбардировки, и периодическим стремлением то преувеличивать, то преуменьшать потери в зависимости от политических намерений. Считается, что 140000 человек умерло в Хиросиме от взрыва и его последствий; аналогичная оценка для Нагасаки составляет 74000 человек. Эти цифры, опубликованные в феврале 1946 года штабом американской оккупационной армии в Японии, не учитывают военных и умерших впоследствии от лучевой болезни.
Существуют различные мнения о роли бомбардировок в капитуляции Японии и необходимости их проведения. Так, ныне в Соединённых Штатах доминирует воззрение, что бомбардировки помогли закончить войну на месяцы ранее, чем было бы без них, таким образом спасая множество жизней, которые были бы потеряны с обеих сторон, если бы произошло запланированное американцами вторжение в Японию. В Японии большинство считает, что бомбардировки не были необходимы, поскольку японское гражданское руководство тайно стремилось положить конец войне.

#### Капитуляция Японии
После атомной бомбардировки Хиросимы и Нагасаки и объявления Советским Союзом войны Японии 9 августа премьер-министр Кантаро Судзуки, министр императорского флота Мицумаса Ёнай и министр иностранных дел Сигэнори Того посоветовали Императору Японии Хирохито принять условия Потсдамской декларации и объявить о безоговорочной капитуляции. Однако офицеры Министерства армии, а также служащие Императорской гвардии в ночь на 15 августа предприняли попытку государственного переворота, с тем, чтобы воспрепятствовать капитуляции. Заговорщики потерпели неудачу и совершили самоубийство. Император 15 августа впервые в истории Японии по радио обратился к нации и объявил о капитуляции Японии. Однако японские войска не прекратили сопротивления советским войскам в Маньчжурии. Только в конце августа разгромленные части Квантунской армии сдались.
Акт о капитуляции был подписан 2 сентября 1945 года в Токийском заливе на борту американского линкора «Миссури».

#### Последние годы империи
После капитуляции Японии во Второй мировой войне она была оккупирована союзными войсками вплоть до вступления в силу в 1952 году Сан-Францисского мирного договора. В течение этого периода Япония не обладала государственным суверенитетом, правительство и император подчинялись Верховному Командующему Союзными войсками. За время оккупации была проведена демилитаризация и демократизация Японии. В течение этого периода прошёл Токийский процесс, принята новая Конституция страны и начато восстановление японской экономики.

#### Токийский процесс
C 3 мая 1946 по 12 ноября 1948 года странами-союзницами был проведён процесс над японскими военными преступниками. В числе подсудимых было 28 человек, ещё один обвиняемый умер до начала суда, и ещё один — исключён из числа обвиняемых из-за подозрений в сумасшествии.
Семеро обвиняемых, включая бывшего премьер-министра Тодзё Хидэки, были приговорены к смертной казни через повешение и казнены 23 декабря 1948 во дворе тюрьмы Сугамо в Токио. 16 обвиняемых были приговорены к пожизненному заключению. Трое (Коисо Куниаки, Сиратори Тосио и Умэдзу Ёсидзиро) умерли в тюрьме, остальные 13 были помилованы в 1955 году. К 20 годам заключения был приговорён Того Сигэнори — посол в СССР в 1938—1941 гг., в 1945 году — министр иностранных дел и министр по делам Великой Восточной Азии. Он умер в тюрьме в 1949 году. К 7 годам заключения был приговорён Мамору Сигэмицу — посол в СССР в 1936—1938 гг., министр иностранных дел в 1943—1945 гг. и одновременно с 1944 до апреля 1945 года — министр по делам Великой Восточной Азии; В 1950 году он был помилован и впоследствии снова стал министром иностранных дел.

#### Новая Конституция
Новая Конституция Японии была принята 3 мая 1947 года при участии оккупационных властей. Согласно Девятой статье Конституции, Япония объявляла себя пацифистским государством и отказывалась от права на ведение войны. Император объявлялся символом японского государства. Официальное название Японии было изменено с «Великой Японской империи» на «Государство Япония». Принятие Конституции считается формальным окончанием истории Японской империи.

## Административное деление

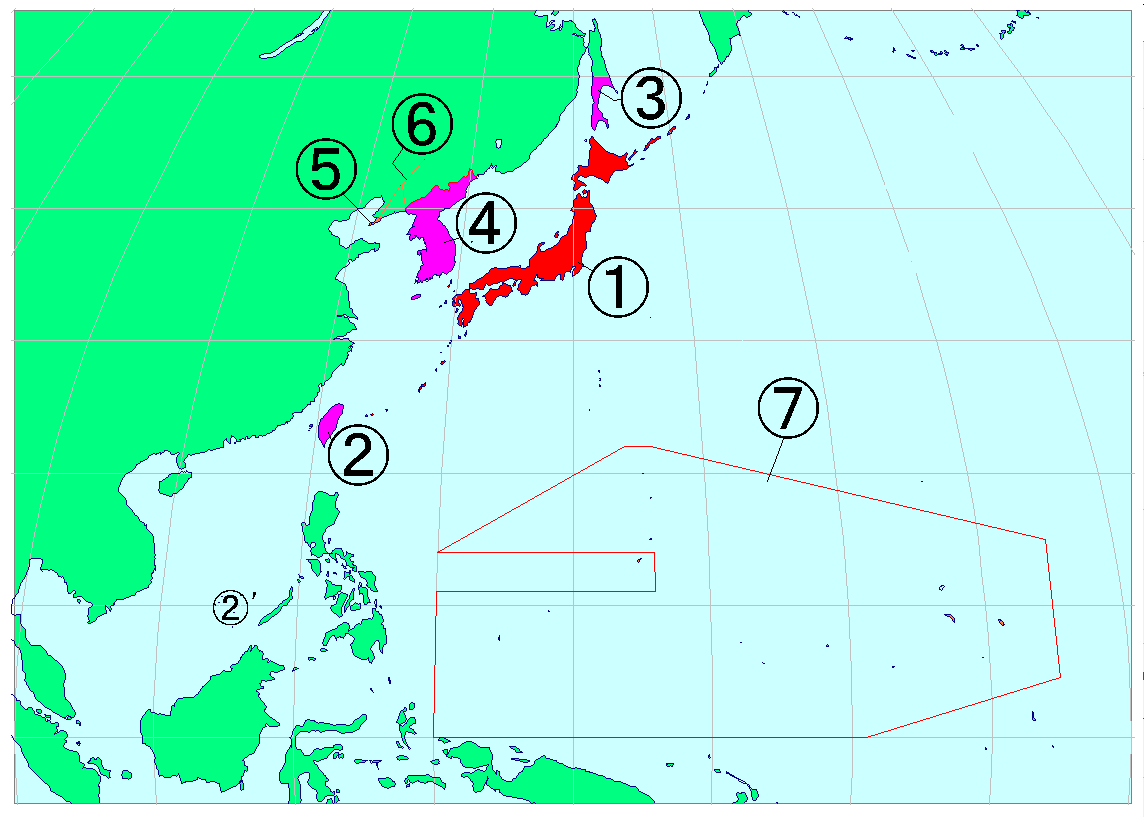
Административное деление Японской империи в 1910—1943 годах. 1 — внутренние земли, 2 — Тайвань, 3 — Карафуто, 4 — Корея, 5 — Квантунская область, 6 — Южно-Маньчжурская железная дорога, 7 — Южно-тихоокеанская подмандатная территория

Японская империя делилась на две части: «внутренние земли» (яп. 内地 найти,  в российских источниках часто «Собственно Япония») и «внешние земли» (яп. 外地 гайти). К внутренним землям относились Хонсю, Кюсю, Сикоку, Хоккайдо, острова Идзу, острова Огасавара, острова Тисима (ныне Курильские острова), острова Рюкю (префектура Окинава), другие мелкие острова, примыкающие к вышеперечисленным, а также с 1 апреля 1943 года — префектура Карафуто (ныне южный Сахалин).
К внешним землям относились Корея, Тайвань, острова, полученные Японией по Южному Тихоокеанскому мандату, и Квантунская область.
Ниже приведена таблица, показывающая административное деление Японской империи по состоянию на 1943 год. Внутренние земли отмечены розовым, внешние — жёлтым, территории, временно администрировавшиеся Японией — серым.
| Регион                                     | Префектуры |
| ------------------------------------------ | --- |
| Остров Хонсю                               | Акита, Аомори, Фукусима, Иватэ, Мияги, Ямагата, Тиба, Гумма, Ибараки, Канагава, Сайтама, Тотиги, Токио, Айти, Фукуи, Гифу, Исикава, Нагано, Ниигата, Сидзуока, Тояма, Яманаси, Хёго, Киото, Миэ, Нара, Осака, Сига, Вакаяма, Хиросима, Окаяма, Симане, Тоттори, Ямагути |
| Остров Сикоку                              | Эхимэ, Кагава, Коти, Токусима |
| Остров Кюсю                                | Фукуока, Кагосима, Кумамото, Миядзаки, Нагасаки, Оита, Сага |
| Остров Хоккайдо                            | Губернаторство Хоккайдо |
| Острова Рюкю                               | Окинава |
| Остров Сахалин                             | Губернаторство Карафуто |
| Корейский полуостров                       | Генерал-губернаторство Корея: Кэйкидо, Когэндо, Тюсэй-хокудо, Тюсэй-нандо, Дзэнра-хокудо, Дзэнра-нандо, Кэйсё-хокудо, Кэйсё-нандо, Хэйан-хокудо, Хэйан-нандо, Кокайдо, Канкё-хокудо, Канкё-нандо                                                                        |
| Остров Тайвань                             | Генерал-губернаторство Тайвань:Тайхоку, Синтику, Такао, Тайнан, Тайтю, Карэнко, Тайто, Хоко |
| Южно-тихоокеанская подмандатная территория | Губернаторство Нанъё |
| Квантунская область                        | Канто |

## Экономика

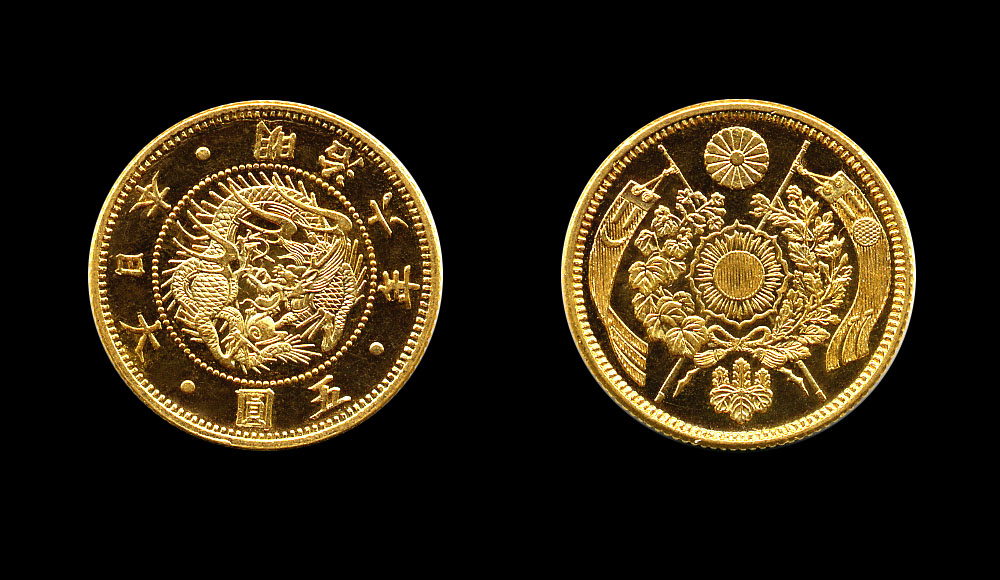
Японская монета 1873 года (5 йен)

В 1873 году в Японской империи был введён единый земельный налог, размер которого независимо от урожая составлял 3 % от стоимости земли. Подати рисом (кокудака) заменялись денежными выплатами. В результате почти 80 % поступлений в государственный бюджет составили выплаты этого налога.
С осени 1880 года правительство Японской империи начало осуществлять приватизацию государственных предприятий. Например, компании Фурукава были проданы медные рудники, фирме Мицубиси — угольные шахты на Хоккайдо.
Ослабление конкуренции на Дальнем Востоке со стороны Великобритании, Германии и России, вызванное Первой мировой войной, открыло рынки для японских товаров. Если в 1914 году валовый продукт промышленности Японской империи составлял 13 млн йен, то в 1919 году — 65 млн йен.
Мировой экономический кризис (1929—1933) повлиял и на экономику Японской империи. Продукция, выпускаемая промышленностью страны, подешевела в среднем по отраслям на 32,5 %, а продукция сельского хозяйства — на 40 %. Поэтому к концу 1931 года количество безработных в Японской империи возросло до 3 млн человек.

## Транспорт
В 1872 году была построена железная дорога, соединившая город Токио с портом города Иокогама
.
После Русско-японской войны 1904-05 годов, согласно Портсмутскому мирному договору, большая часть Южно-Маньчжурская ветви Китайско-Восточной железной дороги от Порт-Артура до Чанчуня (до станции Куаньчэнцзы) длиной 735 км со всем принадлежащим имуществом, включая и угольные шахты, отошла к Японии. Японская часть Южно-Маньчжурской железной дороги управлялась Южно-Маньчжурской железнодорожной компанией (англ. South Manchuria Railway Company, яп. 南満州鉄道株式会社 Минами Мансю: Тэцудо: Кабусики-гайся, или 満鉄 Мантэцу), основанной в 1906 году с капитализацией в 200 млн йен, штаб-квартира которой находилась в Дайрэне (Дальнем).

## Вооружённые силы
Вооружённые силы включали в себя два основных формирования: армию (войска) и флот (силы). Каждое из них управлялась японским императором, как верховным главнокомандующим, отдельно, имея собственные министерства, со своими командующими.

### Армия
Армия Великой Японской империи (яп. 大日本帝國陸軍 дай-Ниппон тэйкоку рикугун, современными иероглифами - 大日本帝国陸軍) — сухопутные силы Японской империи, существовавшие в течение 1871—1945 годов. Обычно назывались «имперскими сухопутными» (яп. 帝國陆軍, тэйкоку рикугун) или «монаршими» (皇軍, когун) войсками. Координировались генштабом армии и министерством армии, которые подчинялись императору, главнокомандующему всех вооружённых сил государства. Во время войны или чрезвычайных ситуаций армия управлялась высочайшим всеяпонским советом, Генеральным штабом Вооружённых сил Японии, состоявшим из председателей и заместителей Генштаба армии, министра армии, председателей и заместителей Генштаба флота, генерального инспектора военной авиации и генерального инспектора военной подготовки. После поражения во Второй мировой войне армия и флот были распущены, а военные заводы и учебные заведения закрыты.

Флаг Императорской армии Японии

Численность армии Японской империи составляла:
- 335 000 (1914)
- 330 000 (1930)[29]
- 1 750 000 (1941)
- 6 095 000 (1945)[источник не указан 2031 день]

### Флот
Императорский флот Японии (яп. 大日本帝國海軍 Дай-Ниппон Тэйкоку Кайгун, Флот Великой Японской империи) — военно-морские силы Японской империи в период с 1869 по 1947 год. Основные силы известны как «Объединённый флот».

Военно-морской флаг Японской империи

Датой создания Императорского флота Японии считается июнь 1869 года.
В 1875 году Япония принимает первую кораблестроительную программу. Строительством крупных кораблей занимались английские фирмы. В Японии на военной верфи в Йокосуке под руководством французских специалистов строили только корабли с деревянным корпусом.
Флот Японской империи к началу Второй мировой войны был одним из сильнейших в мире. У Японии было больше авианосцев (10 авианосцев против 7 у США, причём 4 из последних находились в Атлантике), но она сильно уступала США по другим кораблям (линкоры: 10 против 15, причём в Тихом и Индийском океанах находились 9 из последних и 3 британских линкора) и промышленным возможностям. Японские линкоры типа «Ямато» были самыми большими по водоизмещению в мире. В начале войны Япония обладала современнейшим палубным истребителем «Зеро».
- С 1905 года по 1907 год тоннаж построенных кораблей увеличился в два раза[13].

## Система наград
Наградная система в Японской империи начала формироваться в эпоху Мэйдзи. В марте 1873 года правительством была создана комиссия из шести человек под руководством государственного советника 2-го класса Дз. Хосокава для анализа зарубежных материалов, связанных с наградной системой. Результатом их работы стало учреждение ордена Восходящего солнца (1875), ордена Хризантемы на Большой ленте (1877), ордена Хризантемы с цепью (1888), ордена Восходящего солнца с цветами павловнии на Большой ленте (1888), ордена Драгоценной короны (1888) и ордена Священного сокровища (1888).
Первая церемония награждения японскими орденами была проведена 31 декабря 1875 года в Токио. Наград были удостоены император Японии и семь членов императорской семьи. Ордена также вручили участникам восстановления власти императора.
В 1890 году для награждения отличившихся в японско-китайскую войну (1894—1895) был учреждён орден Золотого коршуна семи степеней. Им награждали только за боевые заслуги.
10 апреля 1875 года был принят первый указ государственного Совета Японской империи, которым утверждались медали за участие в военных кампаниях. В список награждённых включали независимо от чинов и рангов, и даже ненаправлявшихся на фронт военнослужащих и прикомандированных гражданских лиц.
Впоследствии такие медали учреждали каждый раз соответствующим указом.
Внешний вид японских наград оставался почти одинаковым, но их текст менялся. Например, с 1936 году вместо надписи «Император Японии» стали использовать «Император Великой империи».
В мае 1946 года кабинетом министров было принято решение, согласно которому запрещалось награждать орденами прижизненно. Исключение только сделали для Ордена Культуры. В мае 1947 году награждение после смерти было также запрещено.

## Наука и образование

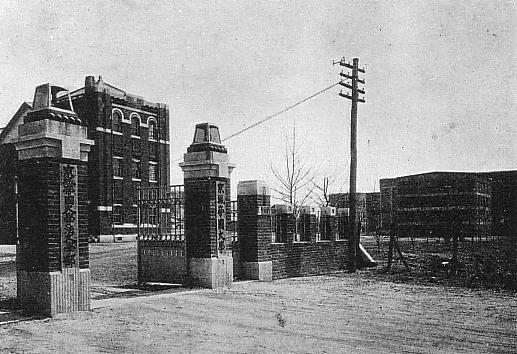
Императорский университет Кэйдзё

К началу реставрации Мэйдзи около 50 % мужчин и почти 15 % женщин изучали классические труды конфуцианства и основы математики, получая таким образом систематическое образование.
До эпохи реформ 1868—70 гг. система образования в Японии была построена по китайскому образцу; образование заключалось в изучении китайских классических книг и было доступно лишь высшим сословиям.
В 1872 году правительством был издан указ о создании новой системы образования на основе французской. Японская империя разделилась на 8 округов с 32 районами. В каждом округе планировалось учредить университет, а в каждом районе — среднюю школу и 210 начальных школ с обязательным посещением. На первом этапе реформ начальное образование было платным со сроком обучения 4 года, с 1900 года — оно стало бесплатным, а с 1907 года срок обучения в начальной школе был увеличен до 6 лет.
В 1877 году в Токио был создан Императорский университет, который в 1886 году после присоединения к нему Технического института и Сельскохозяйственной школы был переименован в Токийский императорский университет.
Проведение образовательной реформы было настолько удачным, что в 1878 году представителям Японии была вручена премия на Парижской выставке.
В Японской империи существовало девять императорских университетов:
- Токийский императорский университет (яп. 東京帝國大學)
- Осакский императорский университет (яп. 大阪帝國大學)
- Киотский императорский университет (яп. 京都帝國大學)
- Императорский университет Хоккайдо (яп. 北海道帝國大學)
- Нагойский императорский университет (яп. 名古屋帝國大學)
- Императорский университет Кюсю (яп. 九州帝國大學)
- Императорский университет Тохоку (яп. 東北帝國大學)
- Императорский университет Кэйдзё (яп. 京城帝國大學)
- Императорский университет Тайхоку (яп. 臺北帝國大學)

Последние два университета располагались в колониях.

## Архитектура
С 1868 года при строительстве зданий стали использовать кирпич и камень.
В это время были построены такие известные здания как Банк Японии, Токийский вокзал, дворец Акасака и др.

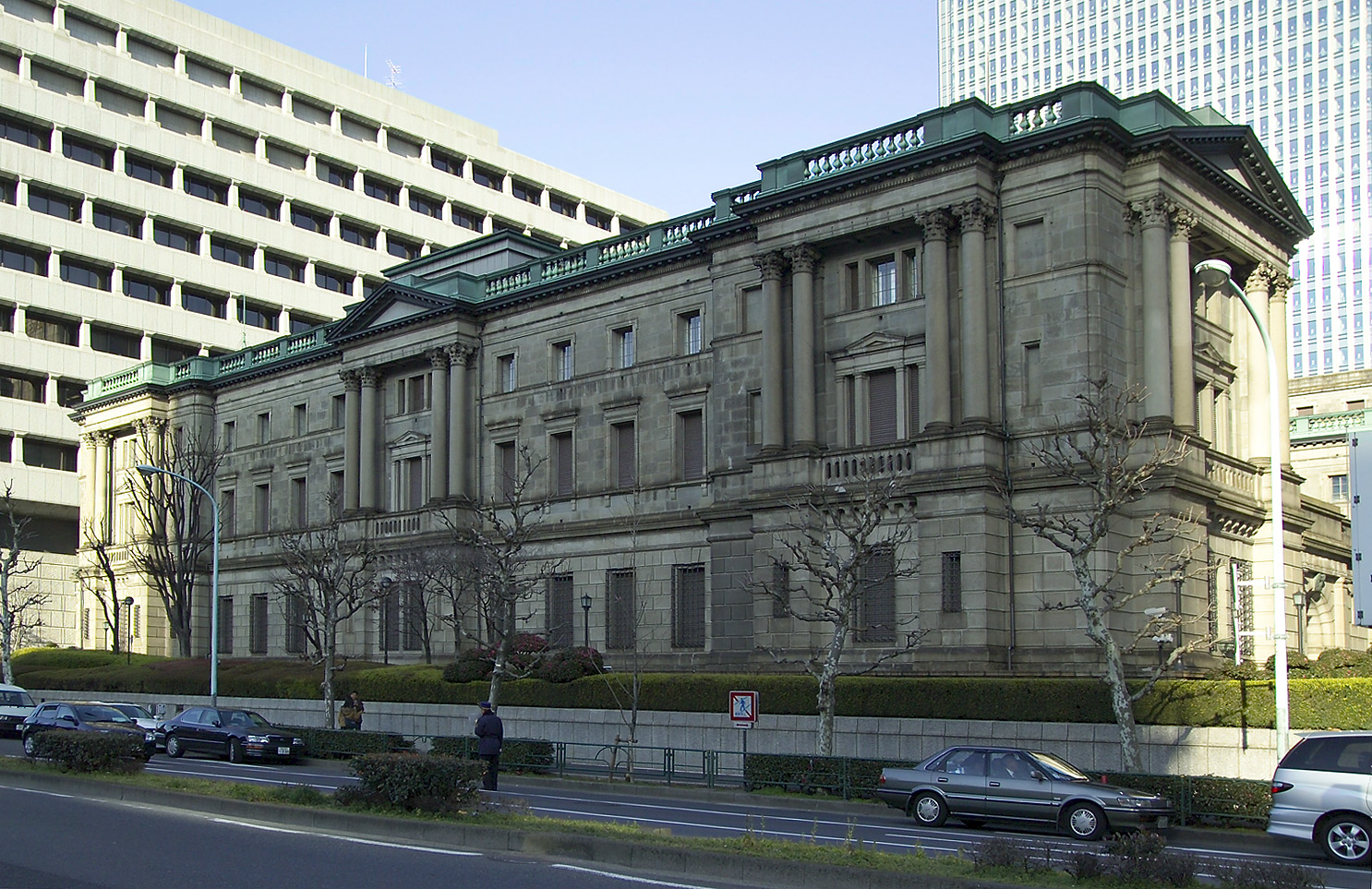
Банк Японии
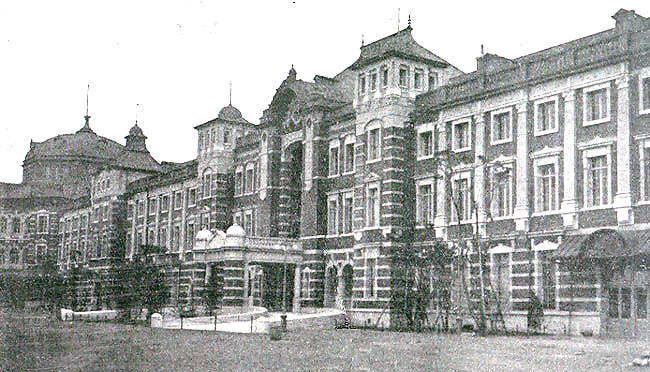
Токийский вокзал (1914 год)
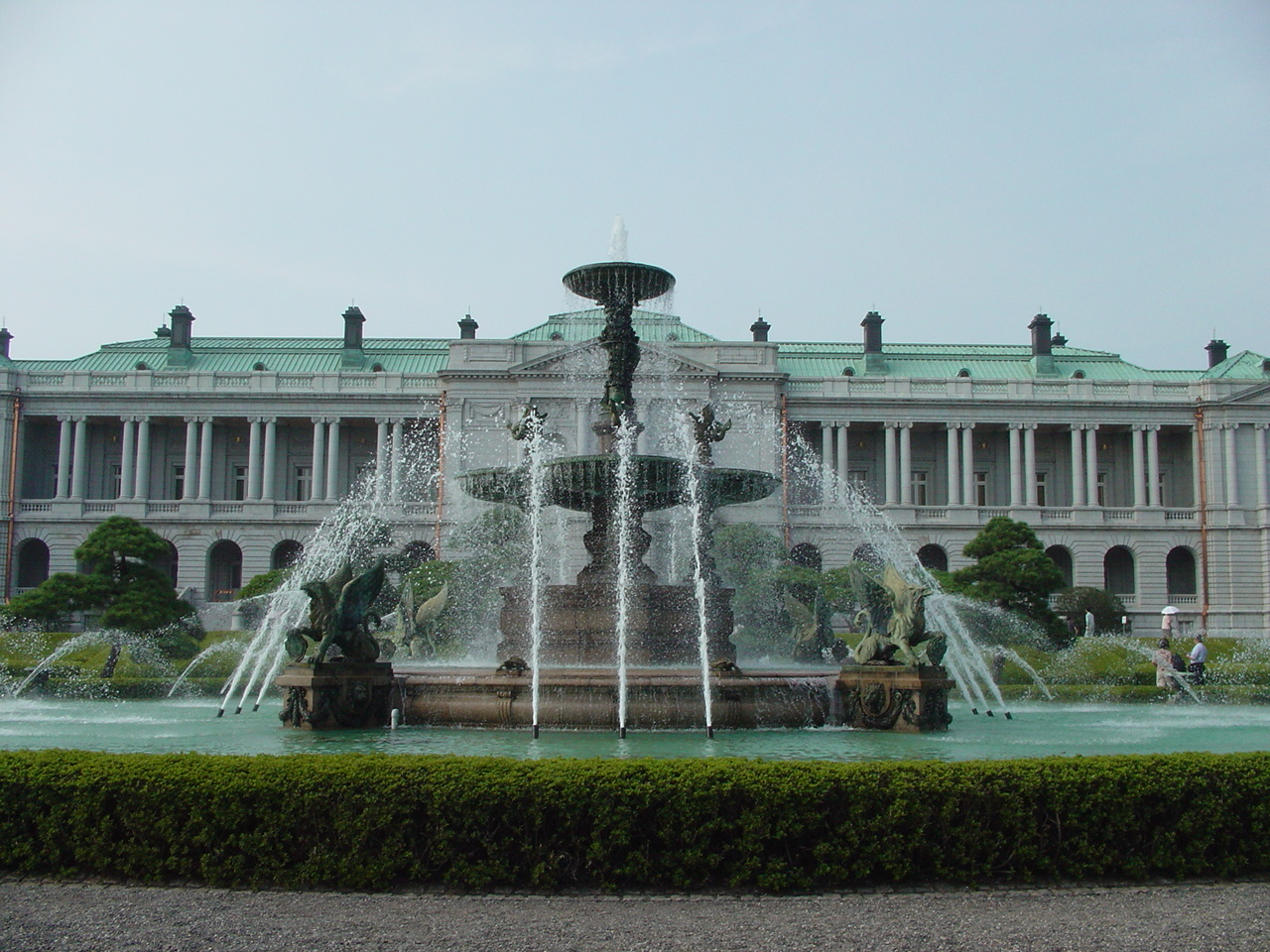
Дворец Акасака
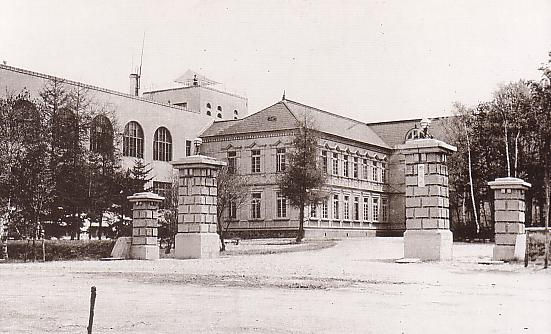
Управление префектуры Карафуто
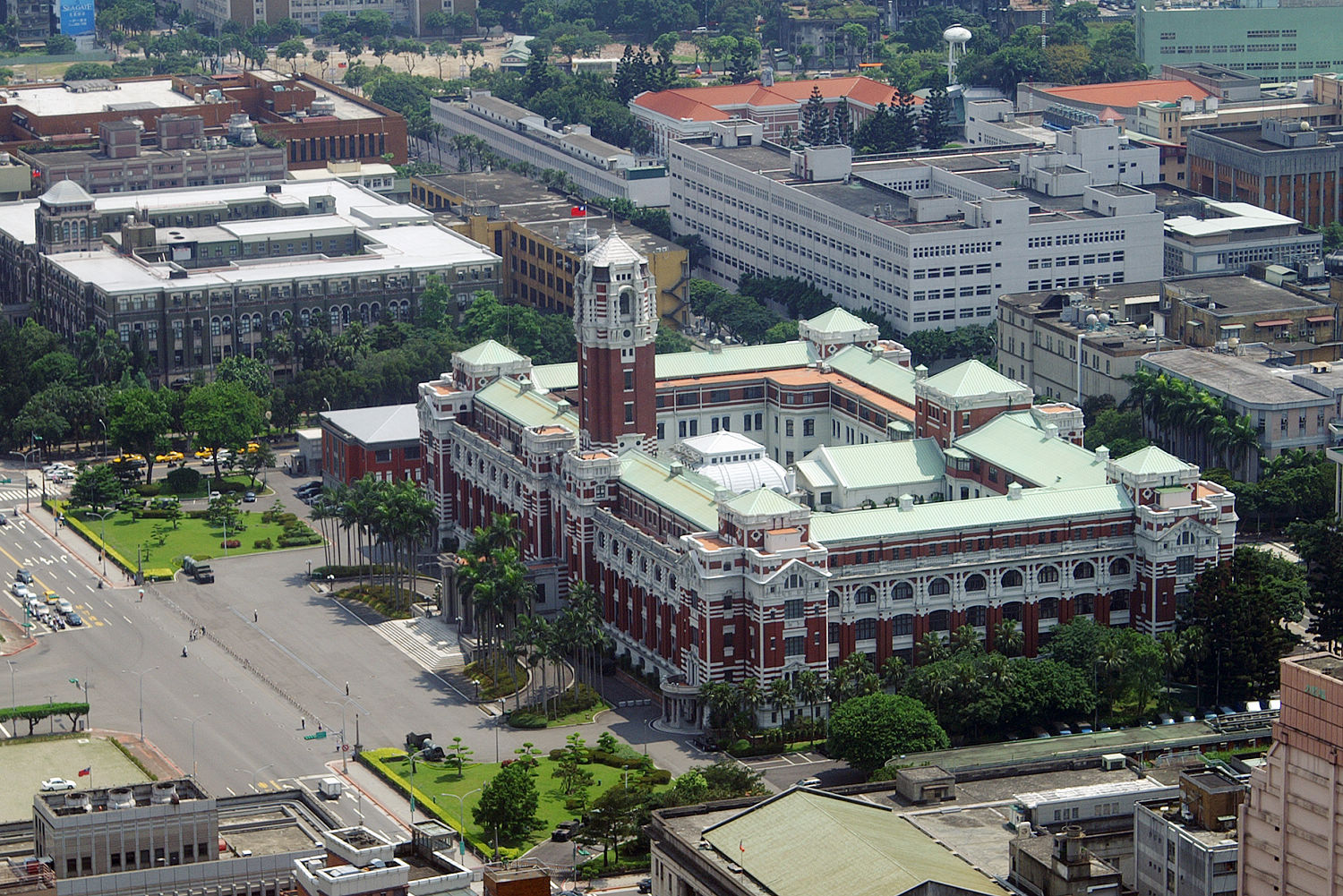
Президентский дворец в Тайбэе, бывший Дом генерал-губернатора Тайваня
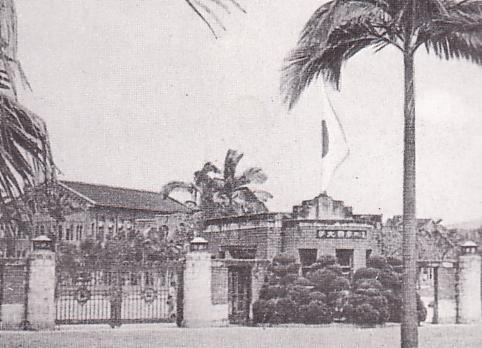
Императорский университет Тайхоку
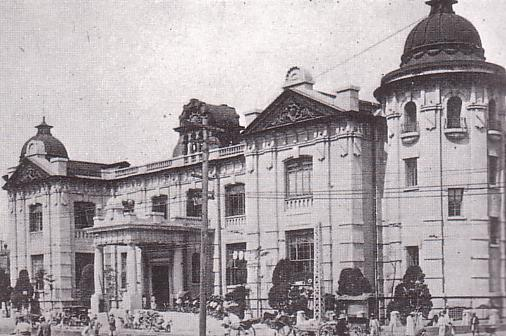
Тёсэн-банк
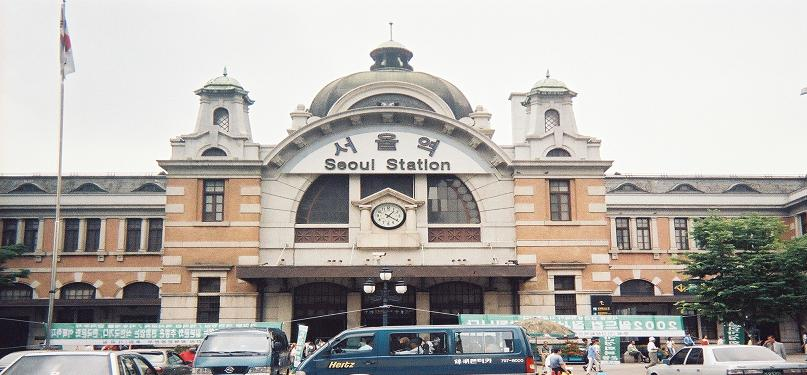
Старое здание Сеульского вокзала

## Религия

### Синтоизм
Основная религия Японской империи — синтоизм (яп. 神道, синто:, «путь богов»), основанная на анимистических верованиях древних японцев. Объекты поклонения многочисленные божества и духи умерших. В своём развитии синтоизм испытал значительное влияние буддизма. Во времена империи в Японии была предпринята попытка сделать синто государственной религией, своего рода символом единства Японской империи.

### Православие
В 1873 году были отменены указы, запрещающие христианство в Японской империи. В это время после дипломатических переговоров архимандрит Николай взял в аренду земельный участок на холме Суругудай, который находился в центре Токио. В 1873 году на этом месте было начато строительство здания для Православной домовой церкви, духовного училища для мальчиков и юношей, женского училища и др. В 1872 году Японию посетил Великий князь Алексей Александрович и пожертвовал на развитие Православной миссии 1500 долларов. В 1874 году состоялся первый Собор Японской Православной Церкви, на котором были избраны священники.

## Письменность
В эпоху Мэйдзи в XIX веке начался естественный процесс изменения языка, вызванный реформами образования и, следовательно, повышением уровня грамотности в стране, притоком новых слов и терминов, как заимствованных из европейских языков, так и заново созданных. В результате классическая письменность начала вытесняться новой формой: гэнбунъитти (言文一致), наиболее приближённой к запросам разговорной речи. Сложность существующей системы письменности стала очевидной, и в конце XIX века активно начали выдвигаться предложения о том, чтобы сократить количество кандзи, находящихся в употреблении. Кроме того, под влиянием знакомства с иностранными системами письма, преимущественно европейского происхождения, появились предложения вообще отказаться от иероглифического письма и перевести японский язык на кану или ромадзи, впрочем, они не встретили одобрения. Примерно в это же время в японской письменности начали употребляться европейские знаки пунктуации.
В 1900 году министерством Образования Японии были проведены три реформы, нацеленные на улучшение качества образования:
- Стандартизация азбуки хирагана и исключение из неё нестандартных знаков хэнтайганы (変体仮名).
- Ограничение списка кандзи преподаваемых в школе до 1200.
- Стандартизация чтения каны и записи сино-японских чтений кандзи в соответствии с современным произношением.

Если первые две из этих реформ были, в основном, положительно восприняты обществом, последняя была встречена в штыки консерваторами и была отменена в 1908 году.

## Спорт

### Го
С 1868 года финансирование го-домов было прекращено, академия го была закрыта.
Тем не менее в 1879 году хонъимбо XVIII Мурасэ Сюхо организовал клуб Хоэнся. В 1920-е годы в газетах и журналах стали публиковать статьи, популяризирующие эту игру. В 1924 году была создана Японская ассоциация (Нихон Киин) го. Её участниками стали как профессионалы, так и любители. Ассоциация стала заниматься организацией турниров. Их спонсорами часто становились средства массовой информации. В 1938 году состоялся матч между Китани и Хонъимбо Сюсай, который современники называли борьбой двух эпох игры го.

### Участие в Олимпийских играх
В 1911 году в Японской империи был учреждён Олимпийский комитет.
В 1912 году он получил признание международного олимпийского комитета, и Япония смогла впервые принять участие Летних Олимпийских играх.
| Участие Японии в летних Олимпийских играх |                       |   |   |   |       |
| Год                                       | Место проведения      | 1 | 2 | 3 | Итого |
| 1912                                      | Швеция, Стокгольм     | 0 | 0 | 0 | 0     |
| 1920                                      | Бельгия, Антверпен    | 0 | 2 | 0 | 2     |
| 1924                                      | Франция, Париж        | 0 | 0 | 1 | 1     |
| 1928                                      | Нидерланды, Амстердам | 2 | 2 | 1 | 5     |
| 1932                                      | США, Лос-Анджелес     | 7 | 7 | 4 | 18    |
| 1936                                      | Германия, Берлин      | 6 | 4 | 8 | 18    |

## Комментарии
1. ↑  Юридически, если говорить с точки зрения действия конституции Мэйдзи, термин можно применить к Японии периода с 29 ноября 1890 года по 3 мая 1947 года.
2. ↑  Не учитывая оккупированные в 1931—1945 годах территории в Китае и Юго-Восточной Азии.